# 황혜림
황혜림은 대한민국의 가수이다.

## 데뷔
- 2009년 싱글 앨범 'The Flower'

## 음반
- 2020년 한 번만
- 2016년 그대와 함께라면
- 2009년 The Flower